# Ainvelle (Haute-Saône)
Ainvelle település Franciaországban, Haute-Saône megyében. Lakosainak száma 148 fő (2022. január 1.). Ainvelle Saint-Loup-sur-Semouse, Briaucourt, Francalmont, La Pisseure és Plainemont községekkel határos.

## Népesség
A település népességének változása:
| Lakosok száma | 153  | 150  | 152  | 148  | 148  | 148  | 148  | 148  | 148  |
|               | 2013 | 2015 | 2016 | 2017 | 2018 | 2019 | 2020 | 2021 | 2022 |